# Nguyễn Như So
Nguyễn Như So (sinh ngày 23 tháng 8 năm 1957) là một doanh nhân và chính trị gia người Việt Nam. Ông hiện là đại biểu Quốc hội Việt Nam khóa 14 nhiệm kì 2016-2021, thuộc đoàn đại biểu quốc hội tỉnh Bắc Ninh, Chủ tịch Hội đồng quản trị Công ty cổ phần Tập đoàn Dabaco Việt Nam, Phó Chủ tịch Hiệp hội Thức ăn chăn nuôi Việt Nam, Ủy viên Ủy ban Khoa học, Công nghệ và Môi trường của Quốc hội. Ông lần đầu trúng cử đại biểu Quốc hội năm 2016 ở đơn vị bầu cử số 3, tỉnh Bắc Ninh gồm có các huyện Lương Tài, Gia Bình, Thuận Thành. Ông được phong tặng danh hiệu Anh hùng Lao động thời kỳ đổi mới năm 2008.

## Xuất thân
Nguyễn Như So sinh ngày 23 tháng 8 năm 1957 quê quán ở xã Lạc Vệ, huyện Tiên Du, tỉnh Bắc Ninh.

## Giáo dục
- Giáo dục phổ thông: 10/10
- Đại học, chuyên ngành Quản trị kinh doanh
- Thạc sĩ Quản trị kinh doanh
- Cao cấp lí luận chính trị

## Sự nghiệp
Ông gia nhập Đảng Cộng sản Việt Nam vào ngày 14/4/1979.
Năm 1988, sau khi xuất ngũ và tốt nghiệp đại học ngành quản trị kinh doanh, ông được điều về làm Phó giám đốc Công ty Vật tư Hà Bắc.
Năm 1996, tỉnh điều ông về làm Giám đốc Công ty Dâu tằm tơ Hà Bắc với lý do “muốn chuyển dịch cơ cấu kinh tế, tỉnh cần đầu tư cho chăn nuôi”. Công ty này sắp phá sản. Khi ông So về, tỉnh bèn đổi tên thành Công ty Nông sản Bắc Ninh.
Ông từng là đại biểu hội đồng nhân dân tỉnh Bắc Ninh nhiệm kỳ 2011-2016.
Khi lần đầu ứng cử đại biểu Quốc hội Việt Nam khóa 14 vào tháng 5 năm 2016 ông đang là Bí thư Đảng ủy, Chủ tịch Hội đồng quản trị Công ty cổ phần Tập đoàn DABACO Việt Nam, Phó chủ tịch Hiệp hội Thức ăn chăn nuôi Việt Nam, làm việc ở Công ty cổ phần Tập đoàn DABACO Việt Nam.
Ông đã trúng cử đại biểu Quốc hội năm 2016 ở đơn vị bầu cử số 3, tỉnh Bắc Ninh gồm có các huyện Lương Tài, Gia Bình, Thuận Thành, được 170.594 phiếu, đạt tỷ lệ 70,21% số phiếu hợp lệ.
Ông hiện là Bí thư Đảng ủy, Chủ tịch Hội đồng quản trị Công ty cổ phần Tập đoàn DABACO Việt Nam, Phó Chủ tịch Hiệp hội Thức ăn chăn nuôi Việt Nam, Ủy viên Ủy ban Khoa học, Công nghệ và Môi trường của Quốc hội.
Ông đang làm việc ở Công ty Cổ phần Tập đoàn DABACO Việt Nam.

## Giải thưởng
- Anh hùng Lao động thời kì đổi mới (năm 2008)[3]

| THỜI GIAN          | DANH HIỆU |
| Từ 2000 đến 2004   | Danh hiệu chiến sỹ thi đua cấp Tỉnh                                                                           |
| 2000               | Bằng khen về thành tích thực hiện nhiệm vụ năm 2000                                                           |
| 2001               | Bằng khen về thành tích công tác từ năm 1998 - 2000                                                           |
|                    | Huy chương vì sự nghiệp xây dựng Công đoàn, Bằng Lao động sáng tạo                                            |
|                    | Bằng khen của Tỉnh ủy Bắc Ninh                                                                                |
| 2002               | Huân chương lao động hạng Ba                                                                                  |
|                    | Bằng khen của UBND tỉnh, Tổng LĐLĐ Việt Nam                                                                   |
|                    | Huy chương vì sự nghiệp thế hệ trẻ                                                                            |
|                    | Huy chương vì sự nghiệp phát triển Nông nghiệp nông thôn                                                      |
| 2003               | Bằng khen về thành tích thi đua năm 2002                                                                      |
|                    | Bằng khen, Bằng lao động sáng tạo                                                                             |
| 2004               | Bằng khen về thành tích thi đua lao động sản xuất năm 2003                                                    |
|                    | Bằng khen của UBND tỉnh, Tỉnh ủy                                                                              |
| 2005               | Bằng khen về thành tích trong phong trào sxkd từ năm 2000-2004, góp phần vào sự nghiệp CNXH và bảo vệ Tổ quốc |
|                    | Bằng khen đã có nhiều thành tích trong hoạt động quản lý và xúc tiến chất lượng năm 1996 - 2005               |
| 2007               | Huân chương lao động hạng Nhì                                                                                 |
| Các năm 2007, 2010 | Danh hiệu Doanh nhân Việt Nam tiêu biểu                                                                       |
| 2008               | Danh hiệu "Anh hùng lao động thời kỳ đổi mới"                                                                 |
|                    | Bằng khen của Bộ trưởng Bộ Tài chính, Bộ trưởng Bộ Nông nghiệp                                                |
|                    | Bằng khen về thành tích thực hiện nhiệm vụ năm 2008                                                           |
| 2009               | Bằng khen của Bộ trưởng Bộ Tài chính                                                                          |
|                    | Bằng khen về thành tích công tác                                                                              |
| 2010               | Bằng khen - Bộ trưởng Bộ Tài chính                                                                            |
|                    | Bằng khen về phong trào thi đua yêu nước giai đoạn 2005-2010 UBND - Tỉnh Bắc Ninh                             |
|                    | Bằng khen về 04 năm học tập và làm theo tấm gương đạo đức Hồ Chí Minh - Tỉnh ủy Bắc Ninh                      |
| 2011               | Bằng khen - UBND tỉnh Bắc Ninh                                                                                |
|                    | Huy hiệu 30 năm tuổi Đảng - Ban chấp hành ĐCS Việt Nam                                                        |
| 2012               | Bằng khen về phong trào thi đua giai đoạn 1997 - 2012 - UBND tỉnh Bắc Ninh                                    |
|                    | Bằng khen của Tổng LĐLĐ Việt Nam về giai đoạn 1997 - 2011 - Tổng LĐLĐ Việt Nam                                |
|                    | Huân chương lao động hạng Nhất - Chủ tịch nước                                                                |
| 2016               | Vinh danh "Nhà lãnh đạo xuất sắc vì sự nghiệp nông nghiệp và phát triển nông thôn Việt Nam"                   |

- Tóm tắt quá trình công tác :
+ Từ 10/ 1974 đến 10/1988: Bộ đội sĩ quan Quân đội nhân dân Việt Nam
+ Từ 11/ 1988 đến 03/ 1996: Phó Giám đốc Công ty Vật tư Hà Bắc
- Từ 04/ 1996 đến 01/2005 : Giám đốc Công ty Nông sản Bắc Ninh
- Từ 01/ 2005 đến 04/2008: Chủ tịch Hội đồng quản trị kiêm Tổng Giám đốc Công ty Cổ phần Nông sản Bắc Ninh
- Từ năm 2008 đến nay: Chủ tịch Hội đồng quản trị kiêm Tổng Giám đốc Công ty Cổ phần Tập đoàn DABACO Việt Nam.